# ایمن بوقره
ایمن بوقره (انگلیسی: Aymen Bouguerra؛ زادهٔ ۱ نوامبر ۲۰۰۱) بازیکن والیبال اهل تونس است.